# NGC 6805
NGC 6805 est une vaste galaxie elliptique située dans la constellation du Sagittaire. Sa vitesse par rapport au fond diffus cosmologique est de 5 815 ± 33 km/s, ce qui correspond à une distance de Hubble de 85,8 ± 6,0 Mpc (∼280 millions d'al). NGC 6788 a été découverte par l'astronome britannique John Herschel en 1834.

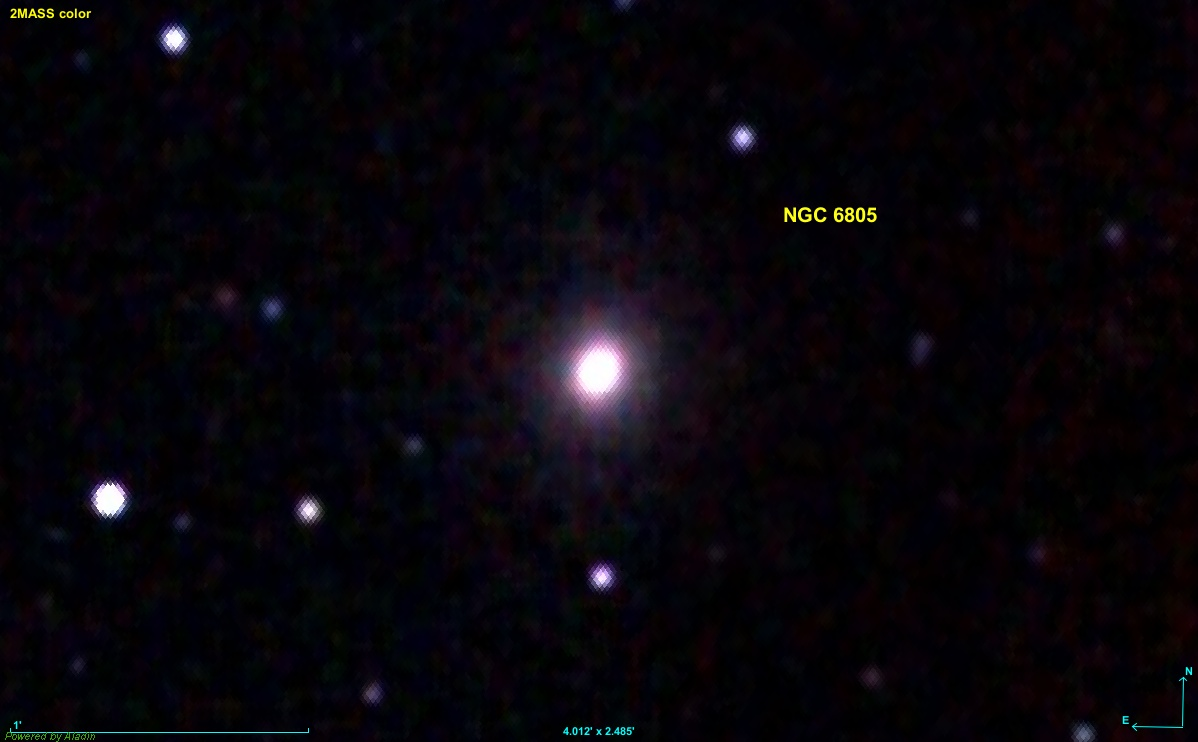
NGC 6805 dans le domaine de l'infrarouge par le relevé 2MASS.

## Supernova
La supernova 2008fl a été découverte dans NGC 6805 le 7 septembre par une équipe d'astronomes de l'université du Chili et de l'université de Caroline du Nord à Chapel Hill dans le cadre du dans le cadre du programme de recherche de supernovas CHASE (CHilean Automatic Supernova sEarch) de l'université du Chili. Cette supernova était de type Ia.